# David und Goliath (1981)
David und Goliath ist eine Mischung von Zeichentrickfilm und Flachfigurenfilm des DEFA-Studios für Trickfilme von Sabine Meienreis aus dem Jahr 1981.

## Handlung
In diesem Werkstattfilm wird das Thema „David und Goliath“ durch das Variieren von Struktur, Form und Farbe betrachtet. Die Korrespondenz zueinander wird durch die Bewegung von verschiedenen Stoffen, Materialien und collage-artigen Elementen mit der Musik dargestellt.

## Produktion
David und Goliath wurde auf ORWO-Color gedreht, eine Aufführung in der DDR ist nicht nachzuweisen. Erst am 21. April 1990 wird der Film auf den Internationalen Westdeutschen Kurzfilmtagen öffentlich gezeigt.
Für die Dramaturgie war Marion Rasche verantwortlich, die Animation lag in den Händen von Sabine Meienreis und Steffi Bluhm.